# Гейнс, Ольга Сергеевна
Ольга Сергеевна Гейнс (Александрова) (1847 — 29 октября 1927) — общественный деятель, благотворитель, меценат. Почётный гражданин Казани (1914).

## Биография
Ольга Александрова-Гейнс родилась в 1847 году купеческой семье. Отец, Сергей Евсеевич Александров — купец 1-й гильдии, торговал чаем и был совладельцем
«Товарищества Казанского кожевенного завода на паях», в 1842—1844 и 1851—1853 годах — городской голова. Мать, Анна Михайловна Александрова (дев. Бородина), занималась благотворительной деятельностью, заботилась об Александровском приюте, в котором жили сироты. После смерти матери, Ольга Сергеевна стала благотворительницей Александровского приюта, о её благотворительной деятельности так писал в Ведомство учреждений Императрицы Марии губернатор Николай Андреевский:
Попечительница О. С. Александрова принимала действительное и деятельное участие во внутреннем управлении приюта. Посещая часто в различные часы дня и вечера приют и оставаясь в стенах заведения по несколько часов, обращала внимание не только на наружный порядок и чистоту заведения, но, входя с теплым материнским участием в успехи каждой девочки, расспрашивала их об учении, рукоделии и поведении.

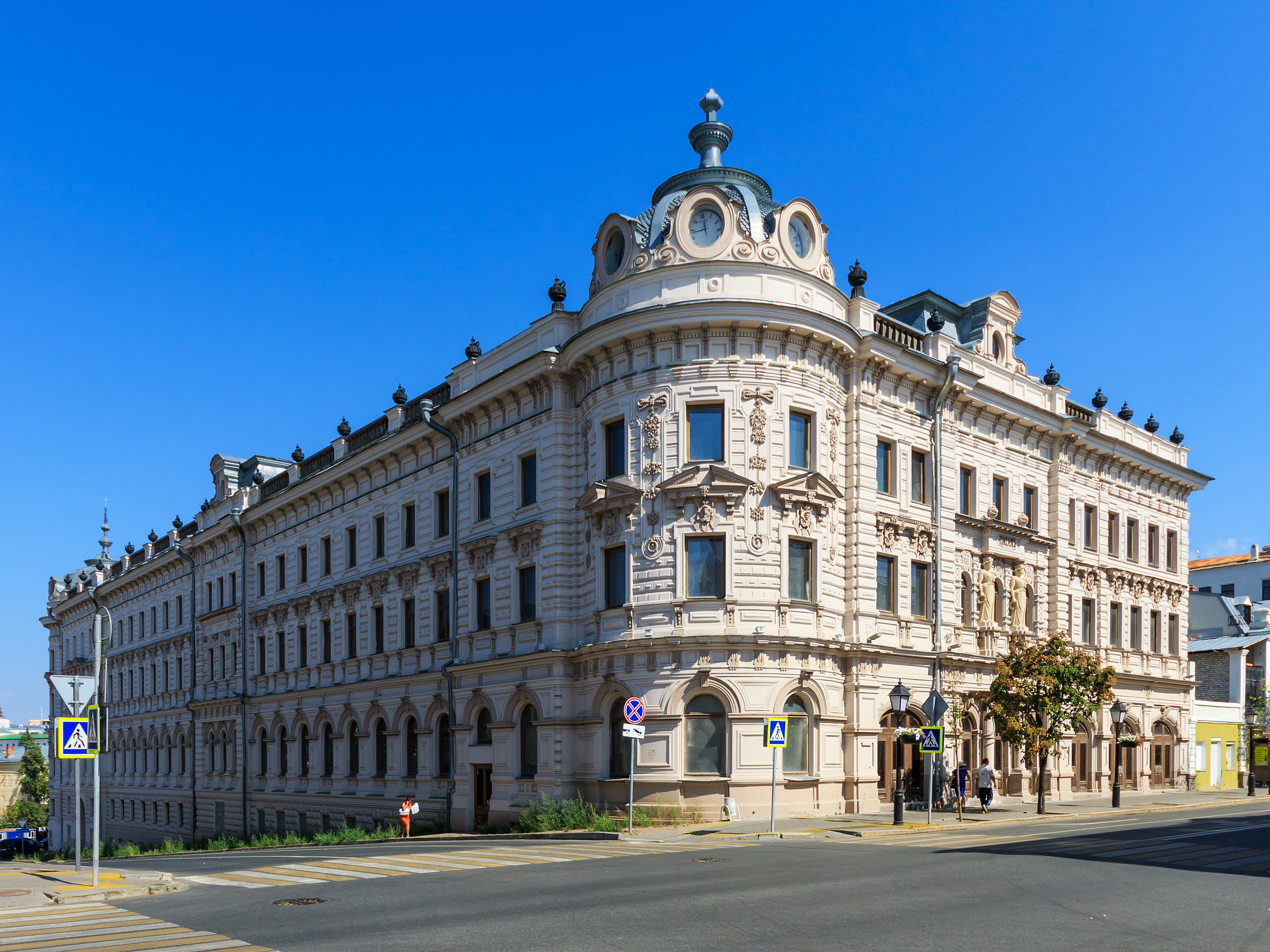
Здание Александровского пассажа

Ольга Сергеевна Александрова-Гейнс приложила все усилия, чтобы дети Александровского приюта ни в чём не нуждались: на её средства был сделан ремонт, покупала мебель, учебники, книги, всякие вкусные лакомства, выписывала детские журналы, она хотела, чтобы сироты почувствовали домашнюю обстановку, дарила им свою любовь и заботу.
Ольга Сергеевна Александрова-Гейнс в 1889 году пожертвовала сорок тысяч рублей на строительство нового здания Александровского приюта.

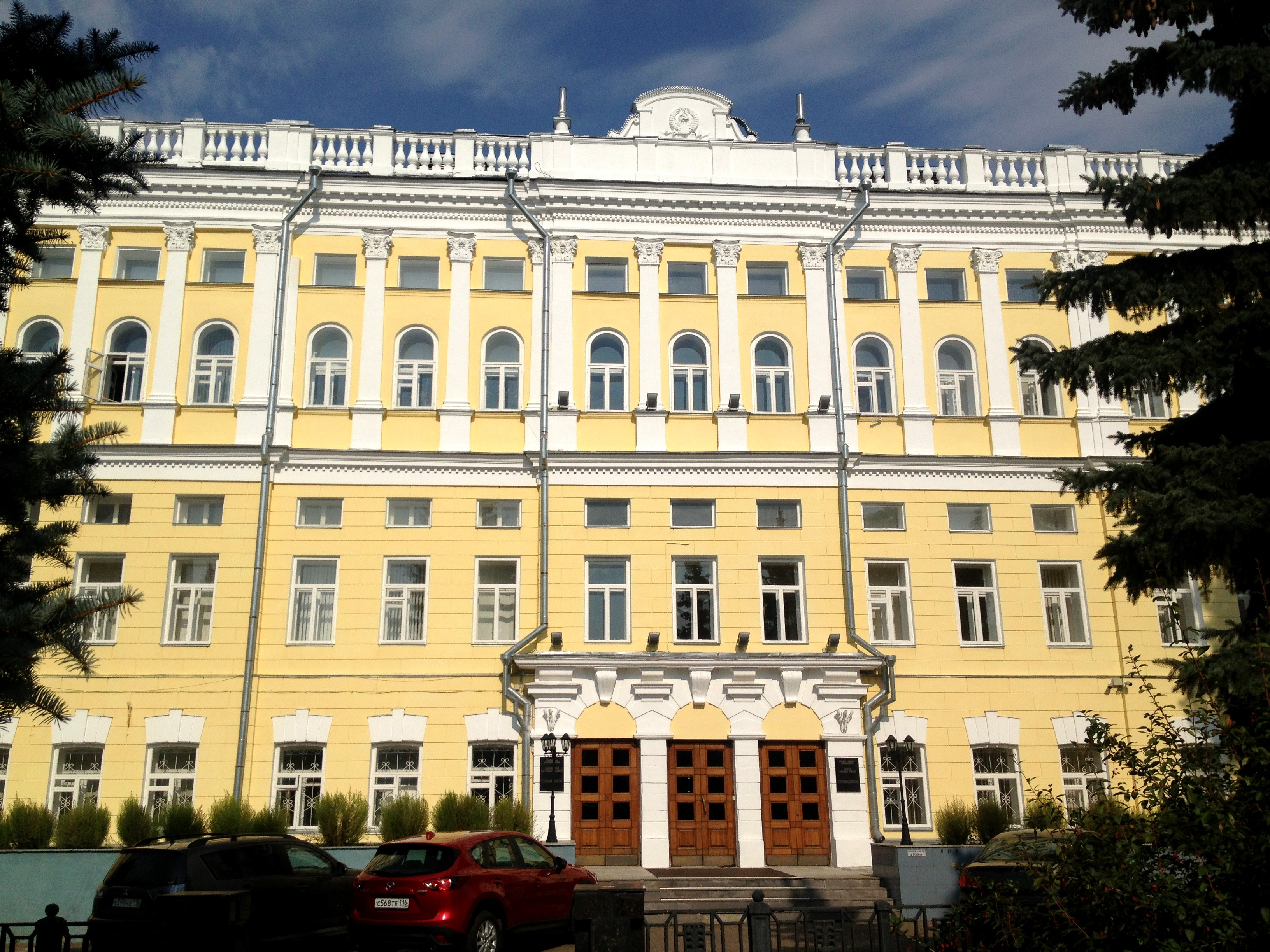
Здание Ксенинской гимназии

В 1889 году скончался родной старший брат Ольги Сергеевны, Александр Сергеевич Александров, по наследству ей досталось от него здание Александровского пассажа, на постройку которого он потратил восемьсот тысяч рублей. После смерти родных Ольга Александрова продала весь семейный бизнес и все денежные средства тратила на благотворительную деятельность, а здание Александровского пассажа подарила городу Казани под музей. Ольга Сергеевна Александрова-Гейнс была единственной щедрой женщиной-благотворительницей Казани. О. С. Александрова-Гейнс пожертвовала сто тысяч рублей городу, мотив пожертвования она изложила в письме, адресованное городскому голове Сергею Дьяченко, в письме говорится:
Горячо сочувствуя Вашим благим заботам на пользу города Казани и желая увековечить память дорогих мне родных: отца моего Сергея Евсеевича, матери моей Анны Михайловны, брата моего Александра Сергеевича Александровых и сестры моей Людмилы Сергеевны Алафузовой, я жертвую из собственных моих средств в пользу города сто тысяч рублей.
Позже Ольга Сергеевна выкупила здание для Ксенинской женской гимназии, пожертвовала пятьдесят тысяч рублей. До 1917 года Александрова-Гейнс была Почётным попечителем этой гимназии.
В 1890 году она выходит замуж за генерала А. К. Гейнса и уезжает вместе с мужем в город Петербург. В 1892 году муж Ольги Сергеевны, Александр Константинович Гейнс скончался. После смерти мужа Ольга Сергеевна Гейнс продолжает заниматься благотворительностью, подготовила к изданию трёхтомник публицистических работ мужа, который был опубликован в 1897 году, а в 1899 году на устройство богадельни пожертвовала десять тысяч рублей по просьбе «Общества пособия бедным мусульманам».
После революции, в 1918 году Ольга Сергеевна передаёт свою богатую коллекцию картин Северо-Восточному этнографическому и археологическому институту, часть из которых в настоящее время хранятся в Государственном музее изобразительных искусств. Также в этом музее находится портрет Ольги Сергеевны Александровой-Гейнс, автор Илья Ефимович Репин.
Умерла Ольга Сергеевна Александрова-Гейнс 29 октября 1927 года, похоронена в семейном склепе в Зилантовом монастыре на Зилантовском кладбище в Казани.
В 1999 году Ольге Сергеевне Гейнс была посвящена выставка «Хозяйка Александровского пассажа», которая прошла в городе Казани.